# Noah Vonleh
Noah Vonleh (* 24. August 1995 in Salem, Massachusetts) ist ein US-amerikanischer Basketballspieler. Er stand zuletzt bei den Shanghai Sharks in der chinesischen Liga CBA unter Vertrag.

## Werdegang

### College
Vonleh wechselte 2013 von der New Hampton School in die NCAA. Er spielte ein Jahr für die Hochschulmannschaft der Indiana University. Bei den Indiana Hoosiers erzielte er im Schnitt 11,3 Punkte, 9 Rebounds und 1,4 Blocks. Dafür wurde er als Big Ten Freshman of the Year ausgezeichnet. Im April 2014 gab Vonleh seinen Wechsel in die NBA bekannt.

### NBA
Im Vorfeld des NBA-Draftverfahrens 2014 wurde in manchen Vorschaurangslisten unter den ersten fünf Spielern geführt, die Charlotte Hornets wählten ihn letztlich an neunter Stelle aus. Sein erstes NBA-Jahr verlief durchwachsen. So bestritt Vonleh mehrere Spiele in der Entwicklungsliga D-League bei den Fort Wayne Mad Ants. Für die Hornets kam er in seinem ersten Jahr auf 25 Spiele und dabei im Schnitt auf 3,3 Punkte und 3,4 Rebounds.
Am 24. Juni 2015 wurde Vonleh gemeinsam mit Gerald Henderson für Nicolas Batum zu den Portland Trail Blazers transferiert. Dort spielte er, bis er am 8. Februar 2018 für die Draftrechte an Milovan Raković und gegen eine Geldzahlung an die Chicago Bulls abgegeben wurde.
In der NBA-Saison 2018/19 stand Vonleh bei den New York Knicks unter Vertrag. Nach weiteren Aufenthalten bei den Minnesota Timberwolves, Denver Nuggets und Brooklyn Nets wechselte Vonleh 2022 zu den Shanghai Sharks nach China. Für die Saison 2022/23 unterschrieb Vonleh bei den Boston Celtics, wurde jedoch Anfang Januar 2023 zu den San Antonio Spurs transferiert, wo er danach entlassen wurde. Im August 2023 kehrte er zu den Shanghai Sharks zurück. Im Laufe des Spieljahres 2023/24 kam es zur Trennung, Vonleh warf der Mannschaftsleitung später vor, ihm vereinbarte Zahlungen nicht geleistet zu haben.

## Sonstiges
Vonlehs Eltern stammen aus Liberia.